# Faust (imię)
Faust – imię męskie pochodzenia łacińskiego (łac. faustus, „błogi, szczęśliwy”), należące do niedużej grupy najstarszych imion rzymskich (imion właściwych, praenomen, por. Marek, Tyberiusz, Tytus), i oznaczające „szczęśliwie rosnący”. Łacińska grupa, od której imię to pochodzi (łac. faustus – "błogi, pomyślny", ale także faveo, favi, fautum – "sprzyjać, być przychylnym") nie ma pochodzenia indoeuropejskiego oraz pewnych odpowiedników w żadnym języku indoeuropejskim.
Faustus już w epoce klasycznej zaczął wychodzić z roli imienia i występować w funkcji przydomka (cognomen). W Polsce po raz pierwszy zapisano to imię w 1488 roku. Jego patronem jest m.in. św. Faust z Riez.
Żeńskim odpowiednikiem jest Fausta.
Faust imieniny obchodzi: 15 lutego, 16 lipca, 3 października, 4 października, 5 października, 13 października, 19 listopada i 26 listopada.
Znane osoby o imieniu Faust:
- św. Faust – męczennik aleksandryjski
- św. Faust (V wiek) – zakonnik i biskup Riez
- Faust Socyn (wł. Fausto Sozzini, łac. Faustus Socinus) – włosko-polski reformator religijny
- Faustus Korneliusz Sulla Feliks (konsul 31 n.e.)
- Faustus Korneliusz Sulla Feliks